# Š’-ťia-čuang
Š’-ťia-čuang (čínsky pchin-jinem Shíjiāzhuāng, znaky 石家庄) je městská prefektura v Čínské lidové republice. Je hlavním městem provincie Che-pej v severní Číně.

## Poloha a doprava
Š’-ťia-čuang leží přibližně 280 kilometrů na jih od Pekingu. Hraničí s Cheng-šuejem na východě, s Sing-tchajem na jihu, s Pao-tingem na severu a s provincií Šan-si na západě.
Město leží na kraji severočínské nížiny, která západně od města přechází v pohoří Tchaj-chang. Přes něj vede skrz průsmyk Niang-c’ silnice spojující Š’-ťia-čuang s Tchaj-jüanem, hlavním městem provincie Šan-si. Do stejného města odsud vede také vysokorychlostní trať Š’-ťia-čuang - Tchaj-jüan.
V severojižním směru přes město procházejí vysokorychlostní trať Peking – Hongkong a železniční trať Peking – Kanton, po kterých také jezdí vlaky na mezinárodní letiště Š’-ťia-čuang Čeng-ting ležící přibližně třicet kilometrů severovýchodně od centra města.

## Ekonomika
Město je mimo jiné významným centrem mlékárenství, zdejší průmysl byl ovšem v roce 2008 poznamenán problémy s otráveným mlékem.

## Správní členění
Městská prefektura Š’-ťia-čuang se člení na dvaadvacet celků okresní úrovně, a sice sedm městských obvodů, tři městské okresy, jeden důlní obvod a jedenáct okresů.
| Čchang-an 2 1 Jü-chua Luan-čcheng Kao-čcheng Lu-čchüan 3 městský okres · Sin-ťi městský okres · Ťin-čou městský okres · Sin-le okres · Ťing-sing okres · Čeng-ting okres · Sing-tchang okres · Ling-šou okres · Kao-i okres · Šen-ce okres · Can-chuang okres · Wu-ťi okres · Pching-šan okres · Jüan-š’ okres · Čao 1. Sin-chua 2. Čchiao-si 3. důlní obvod Ťing-sing |          |                       |                       |             |                                         |
| Název | Název    | Počet obyvatel (2010) | Počet obyvatel (2020) | Rozloha km² | Hustota zalidnění (obyv. na km²) (2020) |
| český přepis | znaky    | Počet obyvatel (2010) | Počet obyvatel (2020) | Rozloha km² | Hustota zalidnění (obyv. na km²) (2020) |
| Městské obvody |          |                       |                       |             |                                         |
| Čchang-an | 长安区   | 724 066               | 1 059 572             | 141         | 7 536                                   |
| Čchiao-si | 桥西区   | 762 015               | 979 646               | 67          | 14 565                                  |
| Sin-chua | 新华区   | 625 119               | 802 057               | 91          | 8 849                                   |
| Jü-chua | 裕华区   | 628 572               | 1 041 205             | 107         | 9 713                                   |
| Luan-čcheng | 栾城区   | 355 775               | 413 414               | 352         | 1 175                                   |
| Kao-čcheng | 藁城区   | 775 110               | 797 215               | 814         | 979                                     |
| Lu-čchüan | 鹿泉区   | 432 936               | 588 279               | 614         | 958                                     |
| Důlní obvod |          |                       |                       |             |                                         |
| Ťing-sing | 井陉矿区 | 95 170                | 77 015                | 71          | 1 087                                   |
| Městský okres |          |                       |                       |             |                                         |
| Sin-ťi | 辛集市   | 615 919               | 594 628               | 952         | 625                                     |
| Ťin-čou | 晋州市   | 537 679               | 507 959               | 604         | 842                                     |
| Sin-le | 新乐市   | 487 652               | 478 529               | 526         | 909                                     |
| Okresy |          |                       |                       |             |                                         |
| Ťing-sing | 井陉县   | 309 882               | 250 989               | 1 380       | 182                                     |
| Čeng-ting | 正定县   | 466 807               | 549 321               | 479         | 1 148                                   |
| Sing-tchang | 行唐县   | 406 353               | 376 627               | 957         | 394                                     |
| Ling-šou | 灵寿县   | 333 558               | 309 121               | 1 066       | 290                                     |
| Kao-i | 高邑县   | 186 478               | 178 368               | 221         | 806                                     |
| Šen-ce | 深泽县   | 250 264               | 215 806               | 298         | 725                                     |
| Can-chuang | 赞皇县   | 244 799               | 242 549               | 850         | 286                                     |
| Wu-ťi | 无极县   | 502 662               | 451 377               | 498         | 907                                     |
| Pching-šan | 平山县   | 433 429               | 423 333               | 2 641       | 160                                     |
| Jüan-š’ | 元氏县   | 418 466               | 392 710               | 674         | 582                                     |
| Čao | 赵县     | 571 077               | 505 366               | 671         | 753                                     |
| |          |                       |                       |             |                                         |
| Celkem | Celkem   | 10 163 788            | 11 235 086            | 14 072      | 798                                     |

## Partnerská města
- Corby, Spojené království (1994)
- Čchonan, Jižní Korea (1997)
- Des Moines, USA (1985)
- Falkenberg, Švédsko (2002)
- Nagano, Japonsko (1981)
- Nam Dinh, Vietnam (2004)
- Parma, Itálie (1987)
- Santiago de Querétaro, Mexiko (1997)
- Saskatoon, Kanada (1985)